# Nicu Vlad
Nicolae Vlad, ismertebb nevén Nicu Vlad (Piscu, 1963. november 1. –) olimpiai, világ- és Európa-bajnok román súlyemelő. 1986-ban és 1993-ban szakításban világcsúcsot állított fel. Róla nevezték el a román felhúzást, melyet az erőemelésben és a testépítésben is alkalmaznak. 2006-ban bekerült a Nemzetközi Súlyemelő-szövetség hírességeinek csarnokába.

## Élete és pályafutása
Galați megye Piscu községében született, három fiú- és egy lánytestvére van. Édesanyja háztartásbeli volt, édesapja az állami vasútnál dolgozott. Az iskola elvégzése után Vlad Bukarestbe költözött.
1978-ban kezdett súlyemeléssel foglalkozni, az 1996-os olimpia után pedig visszavonult a versenyzéstől és edző lett. 2001-ben a Román Súlyemelő-szövetség elnöke lett, 2004-ben pedig a Román Olimpiai Bizottság alelnöke. A Nemzetközi Súlyemelő-szövetség alelnökeként is dolgozott. 1991 és 1996 között Ausztráliában élt, ebben az időszakban Ausztráliát képviselte a versenyeken. 1996-ban visszatért Romániába, két gyermeke azonban Ausztráliában él.

## Román felhúzás
Jim Schmitz, egykori amerikai olimpiai súlyemelőedző szerint Vlad és az edzője 1990-ben demonstrálta a később miatta román felhúzásnak elnevezett gyakorlatot egy amerikai edzőteremben. A román sportoló a Jóakarat játékokra érkezett, és bemelegítésnek végezte ezt a gyakorlatot. Amikor megkérdezték, mi okból, azt válaszolta, hogy ez a gyakorlat segít megerősíteni a hátizmokat a felvételhez (clean). Az ekkor lejegyzett gyakorlatnak így román felhúzás lett a neve, bár Schmitz szerint az eseménynél jelen lévő japán Mijake Josinobu súlyemelő azt mondta, a hatvanas években ő is edzett ezzel a gyakorlattal.